# 皇家烟厂

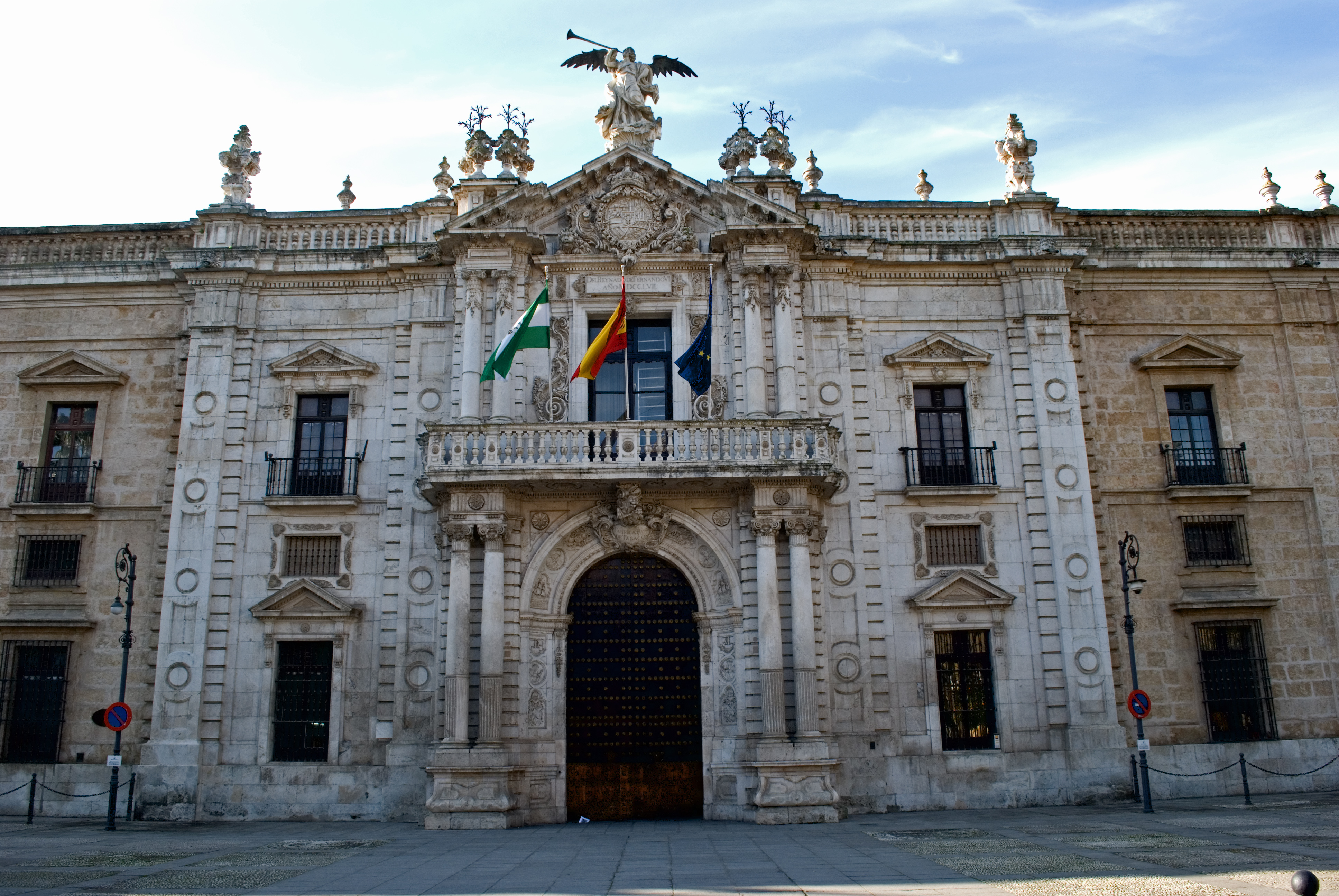
皇家烟厂

皇家烟厂（西班牙語：Real Fábrica de Tabacos）是西班牙南部城市塞维利亚的一座18世纪石砌建筑，曾为欧洲第一家和最重要的卷烟厂，也是西班牙旧政权时期最豪华的工业建筑。20世纪50年代以后改为塞维利亚大学校长楼。